# Coppa dei Balcani 1963-1964
La Coppa dei Balcani per club 1963-1964 è stata la terza edizione della Coppa dei Balcani, la competizione per squadre di club della penisola balcanica e Turchia.
È stata vinta dai romeni del Rapid Bucarest, al loro primo titolo.

## Squadre partecipanti
Bulgaria e Turchia sono rappresentate da due squadre ciascuna, le altre da una soltanto. Le 8 squadre partecipanti vengono divise in due gironi.
| Squadra         | Stagione 1962-63                      |
| --------------- | ------------------------------------- |
| Dinamo Tirana   | 2º in Albania                         |
| Spartak Plovdiv | 1º in Bulgaria                        |
| Levski Sofia    | 6º in Bulgaria                        |
| Olympiacos      | 3º in Grecia. Detentore Coppa Balcani |
| Radnički Niš    | 6º in Jugoslavia                      |
| Rapid Bucarest  | 8º in Romania                         |
| Beşiktaş        | 2º in Turchia                         |
| Fenerbahçe      | 3º in Turchia                         |

## Torneo

### Girone A
Il Beşiktaş aveva richiesto di disputare le gare di Tirana e Bucarest in due giorni consecutivi. Mano a mano che l'evento si avvicinava, hanno notato che era quasi impossibile giocare le due partite in date così ravvicinate, così hanno deciso di mandare a Tirana le riserve con alcuni giocatori delle giovanili. Il viaggio si è rivelato più lungo del previsto, quindi hanno dovuto posticipare la gara di un giorno (dal 16 al 17 ottobre). La squadra A ha giocato a Bucarest e la squadra B a Tirana nello stesso giorno.
| Squadra        | Pti | G | V | N | P | GF | GS | QR    |
| -------------- | --- | - | - | - | - | -- | -- | ----- |
| Rapid Bucarest | 10  | 6 | 4 | 2 | 0 | 9  | 2  | 4,500 |
| Levski Sofia   | 5   | 6 | 1 | 3 | 2 | 7  | 6  | 1,167 |
| Dinamo Tirana  | 5   | 6 | 1 | 3 | 2 | 6  | 6  | 1,000 |
| Beşiktaş       | 4   | 6 | 1 | 2 | 3 | 2  | 10 | 0,200 |

|          | Rap | Lev | Din | Beş |
| -------- | --- | --- | --- | --- |
| Rapid    |     | 2-0 | 2-1 | 3-0 |
| Levski   | 0-1 |     | 1-1 | 4-0 |
| Dinamo   | 1-1 | 1-1 |     | 2-0 |
| Beşiktaş | 0-0 | 1-1 | 1-0 |     |

#### Risultati
| Istanbul 30 agosto 1963                    | Beşiktaş  | 1 – 0 | Dinamo Tirana | Stadio Mithat Paşa |
| \| \| \| \| \| Önüt 39’ \| Marcatori \| \| |           |       |               |                    |
|                                            |           |       |               |                    |
| Önüt 39’                                   | Marcatori |       |               |                    |

| Istanbul 4 settembre 1963 | Beşiktaş | 0 – 0 | Rapid Bucarest | Stadio Mithat Paşa |

| Tirana 17 ottobre 1963                               | Dinamo Tirana | 2 – 0 | Beşiktaş | Stadiumi Dinamo |
| \| \| \| \| \| Plika 5’ Vorfi 41’ \| Marcatori \| \| |               |       |          |                 |
|                                                      |               |       |          |                 |
| Plika 5’ Vorfi 41’                                   | Marcatori     |       |          |                 |

| Bucarest 17 ottobre 1963                                             | Rapid Bucarest | 3 – 0 | Beşiktaş | Stadio Rapid |
| \| \| \| \| \| Georgescu 32’ Dinu 65’ Ionescu 82’ \| Marcatori \| \| |                |       |          |              |
|                                                                      |                |       |          |              |
| Georgescu 32’ Dinu 65’ Ionescu 82’                                   | Marcatori      |       |          |              |

| Istanbul 6 novembre 1963                                 | Beşiktaş  | 1 – 1       | Levski Sofia | Stadio Mithat Paşa |
| \| \| \| \| \| Özacar 21’ \| Marcatori \| 69’ Abadjev \| |           |             |              |                    |
|                                                          |           |             |              |                    |
| Özacar 21’                                               | Marcatori | 69’ Abadjev |              |                    |

| Tirana 15 dicembre 1963 | Dinamo Tirana | 1 – 1 | Rapid Bucarest | Stadiumi Dinamo |

| Tirana 8 aprile 1963 | Dinamo Tirana | 1 – 1 | Levski Sofia | Stadiumi Dinamo |

| Bucarest 8 luglio 1964 | Rapid Bucarest | 2 – 0 | Levski Sofia | Stadio Rapid |

| Sofia 14 luglio 1964 | Levski Sofia | 1 – 1 | Dinamo Tirana | Stadio Gerena |

| Bucarest 15 luglio 1964 | Rapid Bucarest | 2 – 1 | Dinamo Tirana | Stadio Rapid |

| Sofia 7 agosto 1964                                                             | Levski Sofia | 4 – 0 | Beşiktaş | Stadio Gerena |
| \| \| \| \| \| Sokolov 17’ Iliev 20’ Manolov 67’ Gergide 80’ \| Marcatori \| \| |              |       |          |               |
|                                                                                 |              |       |          |               |
| Sokolov 17’ Iliev 20’ Manolov 67’ Gergide 80’                                   | Marcatori    |       |          |               |

| Sofia 3 settembre 1964 | Levski Sofia | 0 – 1 | Rapid Bucarest | Stadio Gerena |

### Girone B
Olympiacos e Radnički Niš si sono ritirati dopo le sconfitte contro lo Spartak Plovdiv.
| Squadra         | Pti                                   | G                                     | V                                     | N                                     | P                                     | GF                                    | GS                                    | QR                                    |
| --------------- | ------------------------------------- | ------------------------------------- | ------------------------------------- | ------------------------------------- | ------------------------------------- | ------------------------------------- | ------------------------------------- | ------------------------------------- |
| Spartak Plovdiv | 8                                     | 4                                     | 4                                     | 0                                     | 0                                     | 12                                    | 6                                     | 2,000                                 |
| Olympiacos      | 0                                     | 2                                     | 0                                     | 0                                     | 2                                     | 4                                     | 7                                     | 0,571                                 |
| Radnički Niš    | 0                                     | 2                                     | 0                                     | 0                                     | 2                                     | 2                                     | 5                                     | 0,400                                 |
| Fenerbahçe      | ritirato prima dell'inizio del torneo | ritirato prima dell'inizio del torneo | ritirato prima dell'inizio del torneo | ritirato prima dell'inizio del torneo | ritirato prima dell'inizio del torneo | ritirato prima dell'inizio del torneo | ritirato prima dell'inizio del torneo | ritirato prima dell'inizio del torneo |

|            | Spa | Oly | Rad | Fen |
| ---------- | --- | --- | --- | --- |
| Spartak    |     | 5-3 | 2-0 | -   |
| Olympiakos | 1-2 |     | -   | -   |
| Radnički   | 2-3 | -   |     | -   |
| Fenerbahçe | -   | -   | -   |     |

#### Risultati
| Plovdiv 12 maggio 1963 | Spartak Plovdiv | 5 – 3 | Olympiacos | Stadio Spartak |

| Il Pireo 26 dicembre 1963 | Olympiacos | 1 – 2 | Spartak Plovdiv | Stadio Geōrgios Karaiskakīs |

| Plovdiv marzo 1964 | Spartak Plovdiv | 2 – 0 | Radnički Niš | Stadio Spartak |

| Niš | Radnički Niš | 2 – 3 | Spartak Plovdiv | Stadion Čair |

### Finale
| Squadra 1       | Totale | Squadra 2      | Andata | Ritorno |
| --------------- | ------ | -------------- | ------ | ------- |
| Spartak Plovdiv | 1–3    | Rapid Bucarest | 1–1    | 0–2     |

| Plovdiv 9 settembre 1964 Andata | Spartak Plovdiv | 1 – 1 | Rapid Bucarest | Stadio Spartak |

| Bucarest 16 settembre 1964 Ritorno | Rapid Bucarest | 2 – 0 | Spartak Plovdiv | Stadio Rapid |